# Dubrovačka trilogija
Triptih Iva Vojnovića nastao u Dubrovniku u periodu od 1895. do 1901. godine, najuspjelije djelo ovog pisca koje govori o padu Dubrovačke Republike, jedna od najljepših i najkvalitetnijih drama hrvatske književnosti uopće, „nenadmašno dramsko djelo kojim bi se ponosila svaka književnost” (Miodrag Ibrović – predgovor „Dubrovačkoj Trilogiji”, Srpska književna zadruga, 1927.) 

Ovo djelo predstavlja, kako to sâm pisac kaže, „tri struka: lovorike, pelina i vrijesa” koje polaže na grob svog oca „da u hladu čempresa na Mihajlu ne uvehnu”. To je, najprije, zalazak sunca Slobode, sa stupanjem Loristonove vojske u Dubrovnik (prvi dio: Allons enfants!); zatim surovo propadanje gorde vlastele (drugi dio: Suton) i, najzad, na prekretnici, u tami uspomena, posljednji odsjaj nekadašnjeg gospodstva (treći dio: Na taraci).

## Likovi i uloge

### Allons enfants!
Vlastela dubrovačka

Knez (72 god.)

Gospar Orsat (41 god.)

Gospar Nikša (60 god.)

Gospar Marko (36 god.)

Gospar Niko (33 god.)

Gospar Lukša (42 god.)

Gospar Vlaho (27 god.)

Gospar Mato (70 god.)

Gospar Đivo (60 god.)

Gospar Đono (52 god.)

Gospar Karlo (30 god.)

Gospar Jero (20 god.)

Gospar Tomo (30 god.)

Gospar Palo (34 god.)

Gospar Sabo (60 god.)

Gospar Luco (58 god.)

Gospar Antun (48 god.)

Gospar Miho (50 god.)

Gospar Šiško (82 god.)

Gospar Luko (50 god.)

Gospar Vlađ (26 god.)

1., 2., 3. djetić u Orsata

1., 2. zdur

Gospođa Ane Mence-Bobali, tetka Orsatova (69 god.)

Gospođa Deša Palmotica, Anina unuka  (27 god.)

Obadvije vladike dubrovačke

Kristina, djevojčica pučka (16 god.)

Lucija, djevojka u Orsata (60 god.)

- Čin se događa u kući Orsata Velikoga, blizu Gospe, dne 27. maja 1806. između 4 i 7½ poslije podne.

### Suton
Mara Nikšina Beneša, vladika dubrovačka (68 god.)

njezine kćeri

Made (42 god.)

Ore (36 god.)

Pavle (27 god.)

Kata, djevojka u Mare (60 god.)

vlastela dubrovačka

Luco Orsatov Volco (78 god.)

Sabo Šiškov Prokulo (62 god.)

Lujo Lasić, kapetan pomorski (32 god.)

Vaso, trgovac (40 god.)

jedna 'kozica' 
- Čin se događa u Benešinoj kući (na Pustijerni) u Gradu, god. 1832.

### Na taraci
Gospar Likša grof Mence (Menčetić), vlastelin dubrovački (65 god.)

Gospar Niko, brat mu (70 god.)

Gospođa Mare, sestra mu (68 god.)

Ida, njihova rodica (21 god.)

Barunica Lidija (29 god.)

Gospođa Slave (48 god.)

Emica, njezina kći (19 god.)

Gospođa Lukre (52 god.)

Ore, njezina kći (18 god.)

Jelka, njihova prijateljica (24 god.)

Gospođa Klara (60 god.)

Dum Marin, paroh (66 god.)

Grof Hans (34 god.)

Barun Josip Lasić (28 god.)

Marko de Tudizi, činovnik (36 god.)

Vuko, Konavljanin

Vica, djevojka u gospara Lukše

Tri mužikanta iz grada

Dvije djevojke u Lukše

- Čin se događa u god. 1900. u vili gospara Lukše u Gružu.

## Poveznice
- Ivo Vojnović: Dubrovačka trilogija (Srpska književna zadruga, 1927.) - kompletno delo  Arhivirana inačica izvorne stranice od 6. svibnja 2004. (Wayback Machine)
- opera Suton Stevana Hristića prema drugom dijelu Trilogije